# Новоселезневское сельское поселение
Новоселезневское се́льское поселе́ние — упразднённое муниципальное образование в Казанском районе Тюменской области Российской Федерации.
Административный центр — посёлок Новоселезнево.

## История
Статус и границы сельского поселения установлены Законом Тюменской области от 5 ноября 2004 года № 263 «Об установлении границ муниципальных образований Тюменской области и наделении их статусом муниципального района, городского округа и сельского поселения».
Законом Тюменской области от 25 мая 2017 года № 24, 25 мая 2017 года были преобразованы, путём их объединения, Казанское и Новоселезневское сельские поселения — в Казанское сельское поселение с административным центром в селе Казанское.

## Население
| 2010  | 2011  | 2012  | 2013  | 2014  | 2015  | 2016  |
| ----- | ----- | ----- | ----- | ----- | ----- | ----- |
| 3612  | ↘3609 | ↘3596 | ↗3625 | ↘3584 | ↗3640 | ↗3734 |
| 2017  |       |       |       |       |       |       |
| ↗3736 |       |       |       |       |       |       |

## Состав сельского поселения
| № | Населённый пункт | Тип населённого пункта          | Население |
| - | ---------------- | ------------------------------- | --------- |
| 1 | Новоселезнево    | посёлок, административный центр | ↗3408     |
| 2 | Шадринка         | деревня                         | 204       |